# Luciano Ricchetti
Luciano Ricchetti (Piacenza, 27 aprile 1897 – Piacenza, 30 novembre 1977) è stato un pittore italiano.
Influenzato dal movimento Novecentista, vince il premio per il ritratto nella Biennale di Venezia del 1932 e con l'opera Modelle in riposo nel 1934 la «Prima mostra regionale sindacale emiliana».
Conquista fama nazionale vincendo il Premio Cremona nel 1939, successo che ripeterà nel 1941 ex aequo.

## Opere
- 1925/30 "San Sebastiano"
- 1930 circa, Ritratto del Ragionier Angiolo Martini
- 1932, Modelle in riposo
- 1933, affreschi nel santuario della Madonna del Carmine a Tarsogno, frazione di Tornolo[1]
- 1938, Ritratto di Giuseppe Ricci Oddi, busto in bronzo
- 1939, In ascolto, (vincitore del Premio Cremona)
- 1941, Donne che prendono il sole sulla riva del Po
- 1945, Con la famiglia e amici sul Po
- 1945, Ritratto del Generale Aurelio De Francesco
- 1952, Ritratto del Signor Italo Cantù
- Quadro della Madonna delle Nevi nella chiesa Matrice di Girifalco[2]